# Самбоан
Самбоан (фр. Cemboing) насеље је и општина у источној Француској у региону Франш-Конте, у департману Горња Саона која припада префектури Везул.
По подацима из 2011. године у општини је живело 209 становника, а густина насељености је износила 19,89 становника/km². Општина се простире на површини од 10,51 km². Налази се на средњој надморској висини од 224 метара (максималној 312 m, а минималној 217 m).

## Демографија
| 1962. | 1968. | 1975. | 1982. | 1990. | 1999. | 2011. |
| ----- | ----- | ----- | ----- | ----- | ----- | ----- |
| 258   | 271   | 244   | 218   | 242   | 217   | 209   |

График промене броја становника у току последњих година